# Električni kapacitet
Električni kapacitet (oznaka C) je fizikalna veličina koja opisuje koliko električnoga naboja fizikalno tijelo može primiti uz određeno povećanje električnoga napona. Električni kapacitet je količnik električnoga naboja Q i električnoga napona U: 
{\displaystyle C={\frac {Q}{U}}\ }
Mjerna jedinica električnoga kapaciteta je farad (F). Za pohranu električnoga naboja u strujnom krugu služi električni kondenzator. Električni kapacitet izražava sposobnost fizikalnog tijela da na sebe primi električni naboj.

## Objašnjenje
Za objašnjenje električnog kapaciteta dobro je uzeti 2 šuplje kugle različite veličine i svaku spojiti na posebni elektroskop. Treba prenijeti jednaku količinu elektriciteta na obje kugle i izmjeriti njihov električni napon. Pri tom ćemo vidjeti da je pri istoj količini elektriciteta električni napon manje kugle veći, a veće kugle manji. Želimo li da kugla većeg promjera ima jednaki električni napon kao i manja kugla, moramo većoj kugli dovesti veću količinu elektriciteta. Veća kugla može, dakle, primiti veću količinu elektriciteta kod jednakog električnog napona.
Sposobnost nekog električnog vodiča da primi na sebe izvjesnu količinu elektriciteta kod određenog električnog napona naziva se električni kapacitet. Električni kapacitet nekog električnog vodiča je ona količina elektriciteta koja je potrebna da mu se električni napon povisi za 1 volt. Ako je Q količina elektriciteta (električni naboj) koju je neki električni vodič primio, a C njegov električni kapacitet, onda na svaku jedinicu električnog napona dolazi količina elektriciteta Q/U, a to je njegov električni kapacitet. Prema tome je električni kapacitet električnog vodiča:
{\displaystyle C={\frac {Q}{U}}\ }
a odatle je:
{\displaystyle Q=C\cdot U}
Količina elektriciteta jednaka je umnošku električnog kapaciteta i električnog napona.
Da dobijemo mjernu jedinicu za električni kapacitet, uvest ćemo u jednadžbu za kapacitet Q = 1 C (kulon) i U = 1 V (volt), pa je mjerna jedinica za električni kapacitet:
{\displaystyle {\mbox{1}}\,{\mbox{F}}\,{\mbox{(farad)}}\,={\frac {1\,{\mbox{C}}\,{\mbox{(kulon)}}}{1\,{\mbox{V}}\,{\mbox{(volt)}}}}\ }
Električni vodič ima električni kapacitet 1 F (farad) ako mu je količina elektriciteta od 1 C (kulon) povisi električni napon za 1 V (volt). Kako je farad vrlo velika mjerna jedinica, upotrebljavaju se manje jedinice tako da je 1 F =  106 μF (mikrofarad).

### Kapacitet pločastog električnog kondenzatora
Ako naelektriziramo metalnu ploču pozitivnim električnim nabojem i spojimo je zatim s elektroskopom, on će svojim otklonom pokazati električni napon koji smo dali ploči. Ako zatim približimo toj ploči neku drugu ploču koja je spojena sa zemljom, vidjet ćemo da će električni napon na elektroskopu padati to više što drugu ploču više približavamo. Kako se veličina električnog naboja na elektroskopu nije smanjila, a električni napon se snizio, znači da ploča može primiti na sebe još neku količinu elektriciteta da bi joj se električni napon povećao za 1 V (volt). Drugim riječima, električni kapacitet se ploče povećao.
Ta se pojava tumači pomoću električne influencije. Naelektriziramo li na primjer izoliranu pločicu, elektricitet će se podjednako razdijeliti na obje strane. Međutim, kad joj približimo pločicu spojenu sa zemljom, elektricitet prve i zbog influencije nastali suprotni elektricitet druge ploče međusobno će se privlačiti i skupiti na unutarnjim stranama obiju pločica. Budući da je druga pločica spojena sa zemljom, istoimeni elektricitet će otići u zemlju. Zbog prisutnosti drugog električnog vodiča snizio se električni napon prvoga, a povećao njegov kapacitet, pa on može primiti veću količinu elektriciteta. Zato se dva električna vodiča, od kojih je jedan spojen sa zemljom, a među kojima se nalazi električni izolator, zovu električni kondenzator. Takav kondenzator ima sposobnost s pri datom električnom naponu primi na sebe mnogo veću količinu elektriciteta nego što bi inače mogao primiti prema svojoj veličini.
Dovedemo li na dvije jednake velike metalne ploče površine S (ili A), kod kojih su dimenzije ploča znatno veće u odnosu na njihovu međusobnu udaljenosti d, električni naboj +Q, odnosno –Q, gustoća električnoga naboja na pločama će biti:
{\displaystyle \sigma ={\frac {Q}{S}}}
a jakost homogenog električnog polja između njih:
{\displaystyle {E}={\frac {Q}{\varepsilon _{0}\cdot S}}\,}
gdje je ε0 konstanta razmjernosti, koja se naziva dielektričnom konstantom vakuuma ili kraće dielektričnost vakuuma. Rad koji treba uložiti da se u homogenom električnom polju naboj q dovede od jedne ploče do druge jednak je:
{\displaystyle W=E\cdot q\cdot d={\frac {Q}{\varepsilon _{0}\cdot S}}\cdot q\cdot d\,}
odakle slijedi da je električni napon između ploča:
{\displaystyle U={\frac {W}{q}}={\frac {Q}{\varepsilon _{0}\cdot S}}\cdot d\,}
Kako omjer Q/U određuje općenito električni kapacitet, onda se električni kapacitet pločastog kondenzatora određuje kao:
{\displaystyle C=\varepsilon _{0}\cdot {\frac {S}{d}}\,}
gdje se radi o kapacitetu kondenzatora u vakuumu, a {\displaystyle \varepsilon _{0}} je dielektrična konstanta vakuuma. Ako se između ploča kondenzatora ne nalazi vakuum, nego neki dielektrik tada je kapacitet kondenzatora jednak:
{\displaystyle C=\varepsilon _{0}\cdot \varepsilon _{r}\cdot {\frac {S}{d}}=\varepsilon \cdot {\frac {S}{d}}\,}
gdje je: {\displaystyle \varepsilon _{r}} - relativna dielektrična permitivnost, to jest relativna dielektrična konstanta koja ovisno o svojstvima materijala odlučuje koliko će puta kapacitet kondenzatora s nekim dielektrikom između ploča biti veći od kapaciteta kondenzatora kod kojeg se između ploča nalazi vakuum.

### Električni kapacitet osamljene kugle
Osamljena metalna kugla polumjera R, nabijena pozitivnim električnim nabojem +Q stvarat će u okolini električno polje jakosti:
{\displaystyle {E}={\frac {1}{4\cdot \pi \cdot \varepsilon _{0}}}\cdot {\frac {Q}{r^{2}}}}
gdje je: ε0 - dielektrična konstanta vakuuma. Električni potencijal kugle je pri tome jednak:
{\displaystyle V={\frac {1}{4\cdot \pi \cdot \varepsilon _{0}}}\cdot {\frac {Q}{R}}}
Kako je potencijal beskonačno udaljene točke jednak nuli, napon U je na površini nabijene kugle u odnosu na točku u beskonačnosti jednak je potencijalu V:
{\displaystyle U=V={\frac {1}{4\cdot \pi \cdot \varepsilon _{0}}}\cdot {\frac {Q}{R}}}
Omjer naboja Q na kugli i napona U električno je svojstvo kugle i određeno je njezinim geometrijskim svojstvima, te ga nazivamo električni kapacitet osamljene kugle:
{\displaystyle C=4\cdot \pi \cdot \varepsilon _{0}\cdot R}

### Relativna dielektrična permitivnost nekih dielektrika
| Materijal                 | εr                                                                           |
| Vakuum                    | 1 (dielektrična permitivnost vakuuma)                                        |
| Zrak                      | 1,000 589 86 ± 0,000 000 50 (kod standardnog tlaka i temperature i 0,9 MHz), |
| PTFE/Teflon               | 2,1                                                                          |
| Polietilen/XLPE           | 2,25                                                                         |
| Poliimid                  | 3,4                                                                          |
| Polipropilen              | 2,2 – 2,36                                                                   |
| Polistiren                | 2,4 – 2,7                                                                    |
| Ugljikov disulfid         | 2,6                                                                          |
| Milar                     | 3,1                                                                          |
| Papir                     | 3,85                                                                         |
| Elektroactivni polimeri   | 2 – 12                                                                       |
| Tinjac ili liskun         | 3 - 6                                                                        |
| Silicijev dioksid         | 3.9                                                                          |
| Safir                     | 8,9 – 11,1 (anizotropni)                                                     |
| Beton                     | 4,5                                                                          |
| Pyrex (staklo)            | 4,7 (3,7 – 10)                                                               |
| Neopren                   | 6,7                                                                          |
| Guma                      | 7                                                                            |
| Dijamant                  | 5,5 – 10                                                                     |
| Soli                      | 3 – 15                                                                       |
| Grafit                    | 10 – 15                                                                      |
| Silicij                   | 11,68                                                                        |
| Silicijev nitrid          | 7 - 8 (polikristalni, 1 MHz)                                                 |
| Amonijak                  | 26, 22, 20, 17 (−80, −40, 0, 20 °C)                                          |
| Metanol                   | 30                                                                           |
| Etilen-glikol             | 37                                                                           |
| Furfural                  | 42                                                                           |
| Glicerol                  | 41,2, 47, 42,5 (0, 20, 25 °C)                                                |
| Voda                      | 88, 80,1, 55,3, 34,5 (0, 20, 100, 200 °C) za vidljivu svjetlost: 1,77        |
| Fluorovodična kiselina    | 83,6 (0 °C)                                                                  |
| Formamid                  | 84 (20 °C)                                                                   |
| Sumporna kiselina         | 84 – 100 (20 – 25 °C)                                                        |
| Vodikov peroksid          | 128 tekući–60 (−30 – 25 °C)                                                  |
| Cijanovodična kiselina    | 158 – 2,3 (0 – 21 °C)                                                        |
| Titanijev dioksid         | 86–173                                                                       |
| Stroncijev titanat        | 310                                                                          |
| Barij-stroncij titanat    | 500                                                                          |
| Barijev titanat           | 1200–10,000 (20–120 °C)                                                      |
| [Olovo-cirkonijev titanat | 500 – 6 000                                                                  |
| Konjugirani polymeri      | 1,8 – 6 pa sve do 100 000                                                    |
| Kalcij-bakar titanat      | > 250 000                                                                    |

## "Kapacitet" akumulatora
Kada se pojam kapacitet rabi kod akumulatora i baterija, ne radi se o električnom kapacitetu kako je određen u fizici, već o ukupnoj količini električnog naboja koju akumulator, odnosno baterija mogu pohraniti u obliku elektrokemijske energije. Takav kapacitet izražava se u ampersatima (1 Ah = 3600 As = 3600 C).